# Братья Мамоничи

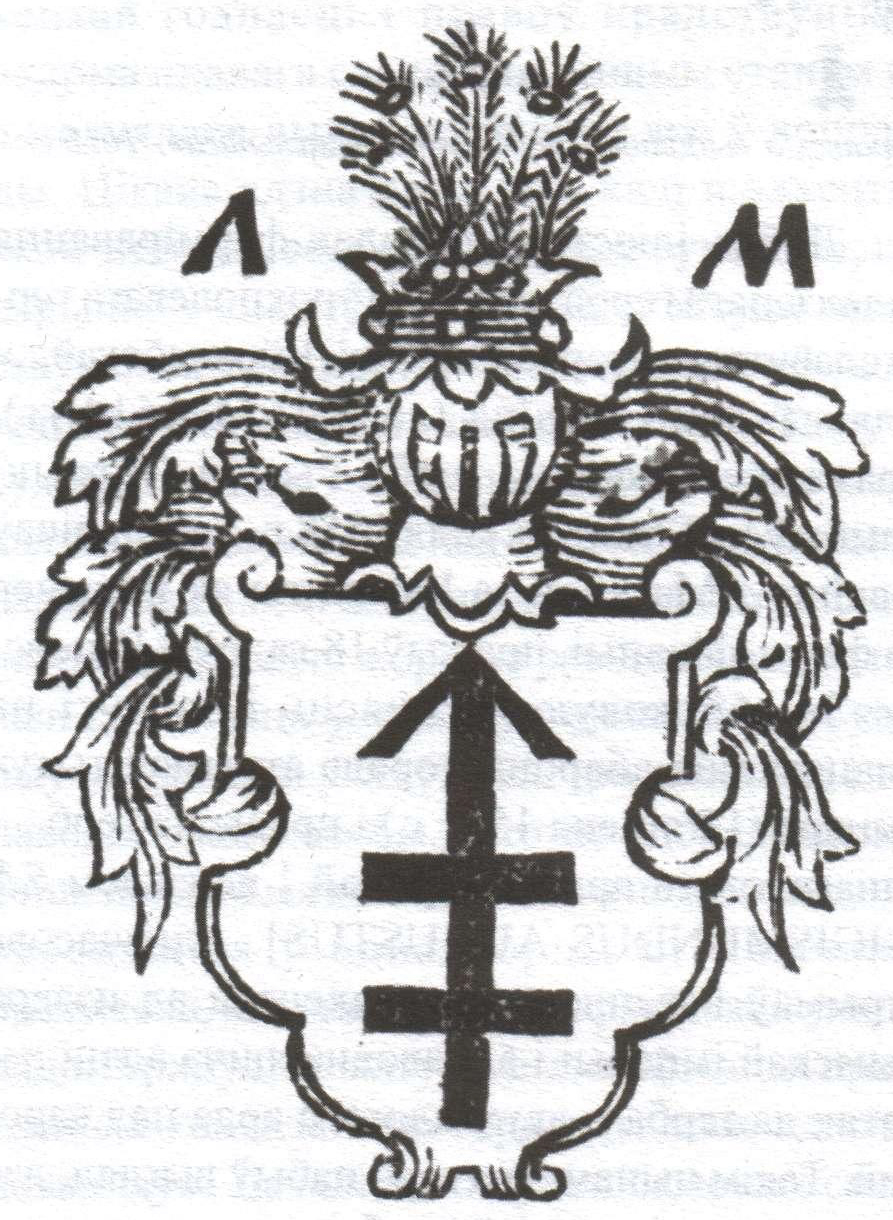
Герб Луки Мамонича.

Братья Кузьма́ и Лука́ (Лу́каш) Ива́новичи Мамо́ничи — (бел. Мамонічы) купцы, книгоиздатели и общественные деятели Великого княжества Литовского. Родом с Могилёвщины. При их доме в Вильне в 1574 — 1623 годах существовала основанная на их средства типография «Дом Мамоничей», к 1623 году издавшая около 85 изданий.

## Мамоничи
В семье Ивана Мамонича было три сына — Богдан, Кузьма и Лука. Богдан занимался купеческим делом, Кузьма и Лука (Лукаш) долгое время занимались издательской деятельностью. В 1582 году Лука Мамонич получил привилегию на войтовство.
Кузьма был женат, имел сына Льва, который также стал типографом и работал с отцом и дядей. В 1577, 1583, 1595 и 1601 годах Кузьма занимал должность виленского бурмистра. У Луки Мамонича было несколько дочерей. Одна  из которых, Марина, первым браком за Ярошем Волчеком, вторым - за Вицким.

## Типография

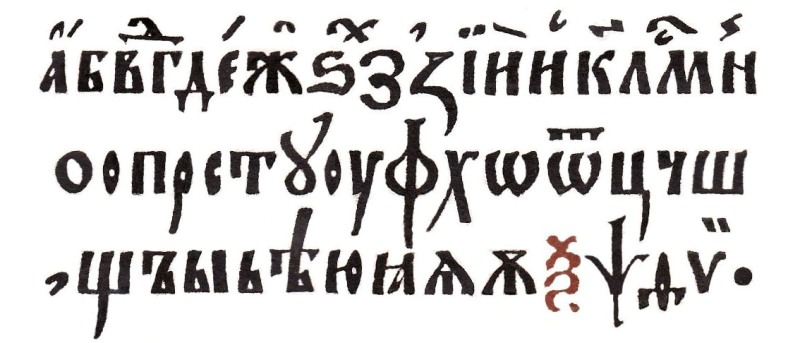
Шрифт типографии Мамоничей

В мае 1574 года в доме Мамоничей и на их деньги была организована типография Петра Мстиславца. Были изданы «Часовник», «Евангелие» и «Псалтырь». Издания были богато оформлены, напечатаны на хорошей бумаге, крупным шрифтом, с орнаментом и гравюрами, украшены ягодами, лопнувшими гранатовыми яблоками, шишками, извивающимися стеблями.
После того, как в 1576 году королём стал ярый католик и покровитель иезуитов Стефан Баторий, сотрудничество между Мстиславцем и Мамоничами было прекращено. Пётр Мстиславец обратился в суд: ему было присуждено все типографское оборудование и 30 коп грошей, а Кузьме Мамоничу — изданные книги. Постановление суда так и не было выполнено и в 1577 году суд повторил решение да еще и назначил штраф. Типография была опечатана и не работала.

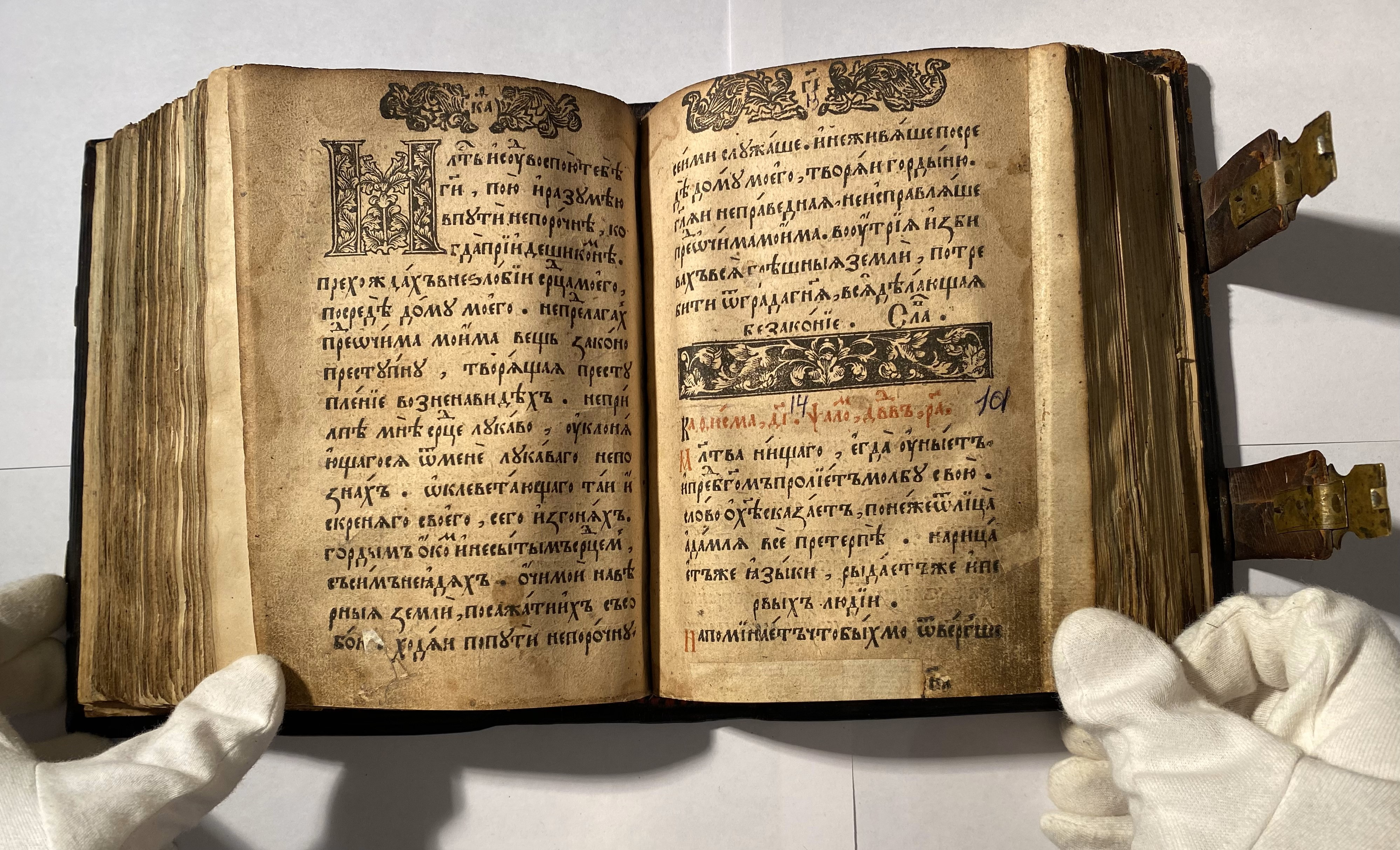
Разворот листов 180-181 "Псалтыри с Часословцем", псалом 100-й, типография братьев Мамоничей в Вильно, 10.02.1586.

В 1583 году деятельность типографии была возобновлена под руководством Кузьмы Мамонича, его брата Луки и сына Кузьмы Льва (Леона Кузьмича). Скорее всего, с ними сотрудничал виленский типограф Василий Гарабурда, издавший в 1582 году Октоих. У Мамоничей была собственная «бумажная мельница» в местечке Повильно близ Вильно. Из типографии Мамоничей вышел целый ряд книг, практически полностью внешне копировавший аналогичные издания Ивана Фёдорова, к числу которых возможно отнести такие книги, как «Псалтырь с Часословцем» (10.02.1586), «Евангелие Учительное» (1595 и второе аналогичное, но, в действительности выпущенное позднее издание), «Азбука» (после 1595),  «Библия» (т. н. «Виленские листки», после 1595), «Апостол» (после 1595) и другие.
13 марта 1586 года король Стефан Баторий выдал Мамоничам привилей, позволявший печатать и продавать славянские книги (подтверждён 16 апреля 1590 года). Для издания Литовского Статута братьями была куплена Львовская типография Ивана Федорова.
До подписания Берестейской церковной унии 1596 года типография в основном обслуживала нужды православных: братств, братских школ, церквей, простых горожан. Выпускались богословские и литургические издания, книги для чтения, публицистические произведения, учебники, сборники законодательных актов, издания правового характера, конституции «вальных» сеймов, полемические произведения Ипатия Поцея.
С XVII века типография печатала исключительно для униатов. Делами распоряжался Леон Кузьмич Мамонич, имя которого в выходный данных изданий появляется в 1609 году. Практически отсутствие книг для православных свидетельствует об отстранении Кузьмы и Луки Мамоничей от дел и переходе управления типографией в руки Леона Кузьмича. По смерти Кузьмы 16 июля 1607 года Леон унаследовал типографию.
Все издания отличались хорошим художественным оформлением, художником и гравёром учеником Ивана Фёдоровича Гринем Ивановичем для типографии были сделаны курсивные шрифты, использовались светские гравюры. Материалы типографии частично перешли в собственность Виленской Троицкой типографии.